# Хехло
Хехло (пол. Chechło) — село в Польше, в составе гмины Ключе, Олькушского повята, Малопольского воеводства. Имеет статус — центра сельского округа. Население около 1 800 человек (на 2008 год).
Расположено в 12 км севернее Олькуша и 47 км северо-восточнее г. Катовице, рядом с Блендовской пустыней, наибольшей пустыней в Европе.

## История
Село, вероятно, возникло в XI веке. Название происходит от «Chechło», так раньше называли заболоченную местность. В XIV веке здесь был построен первый костел, сожженный в 1308 отрядами повстанцев бывшего краковского епископа Яна Муската.

### Галерея

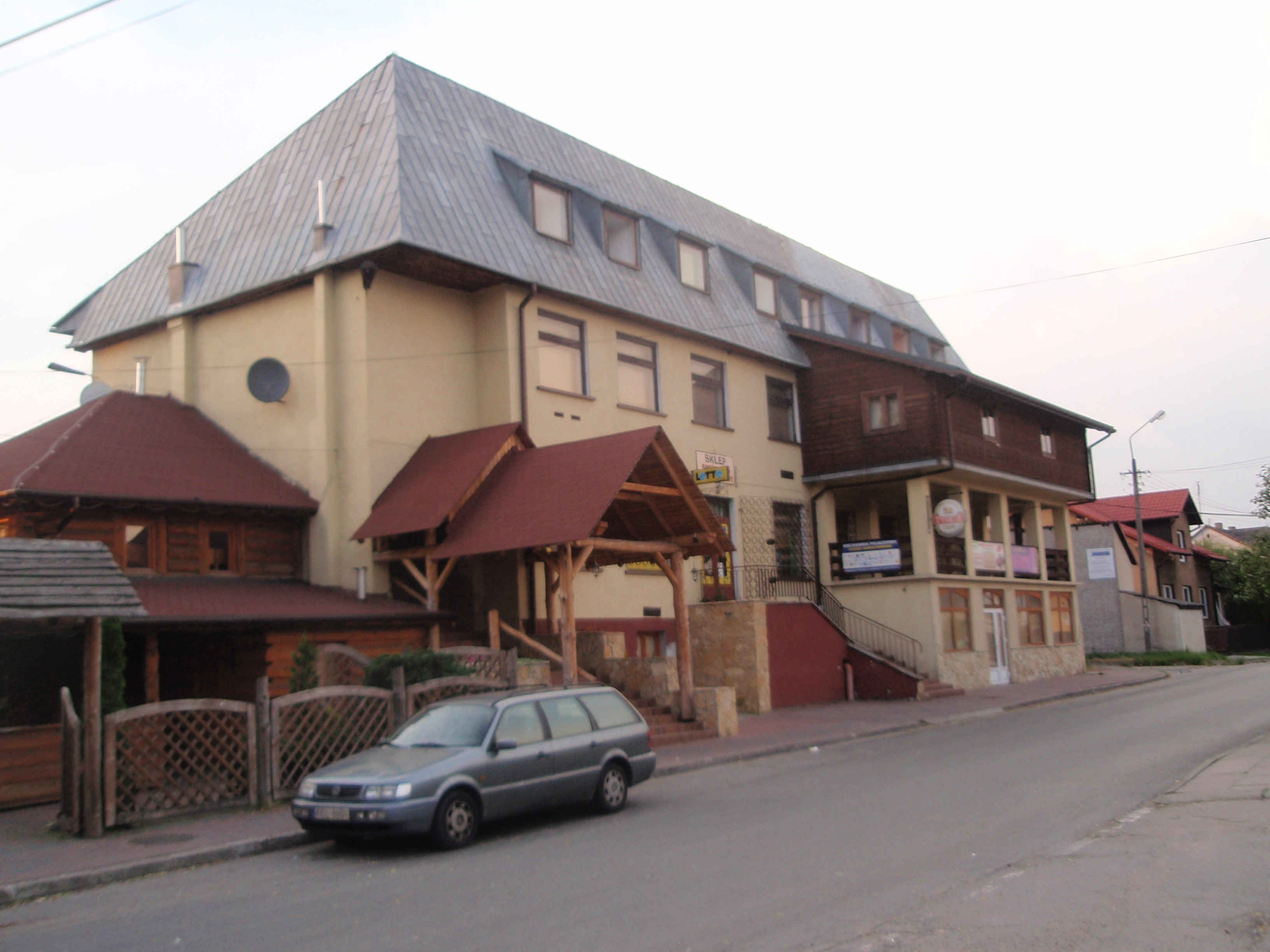
Центр села
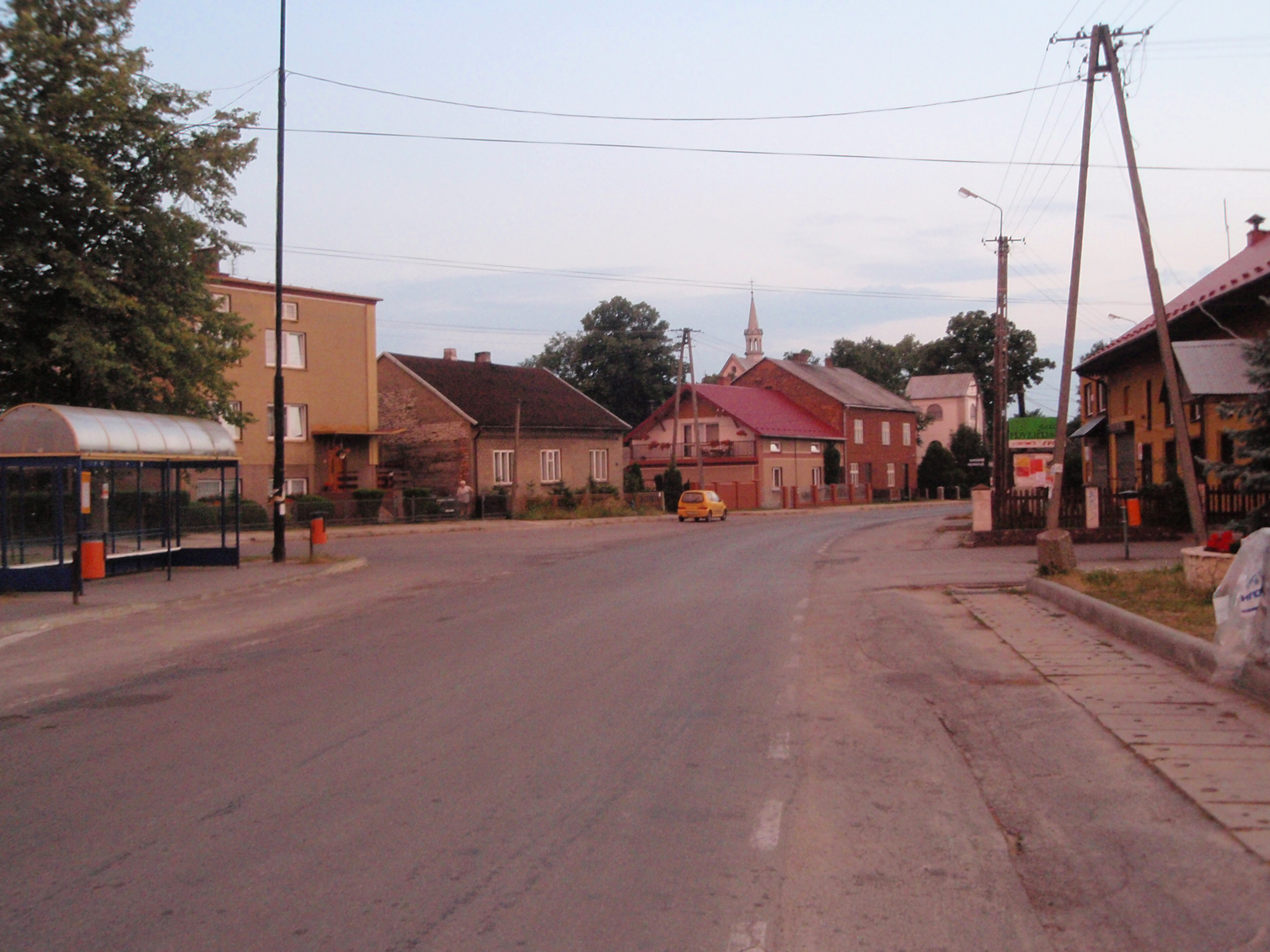
Сумерки в Хехло
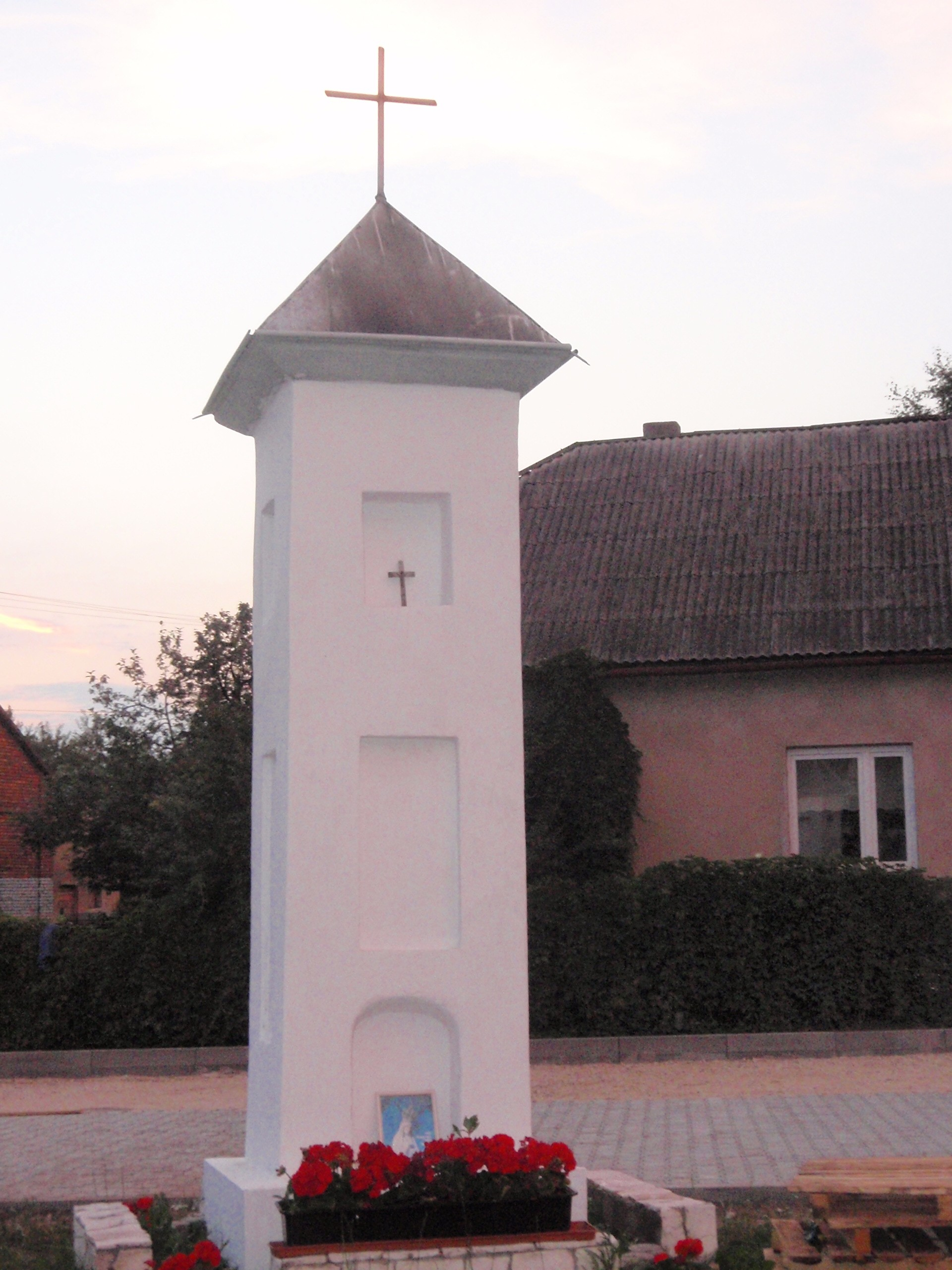
Часовня
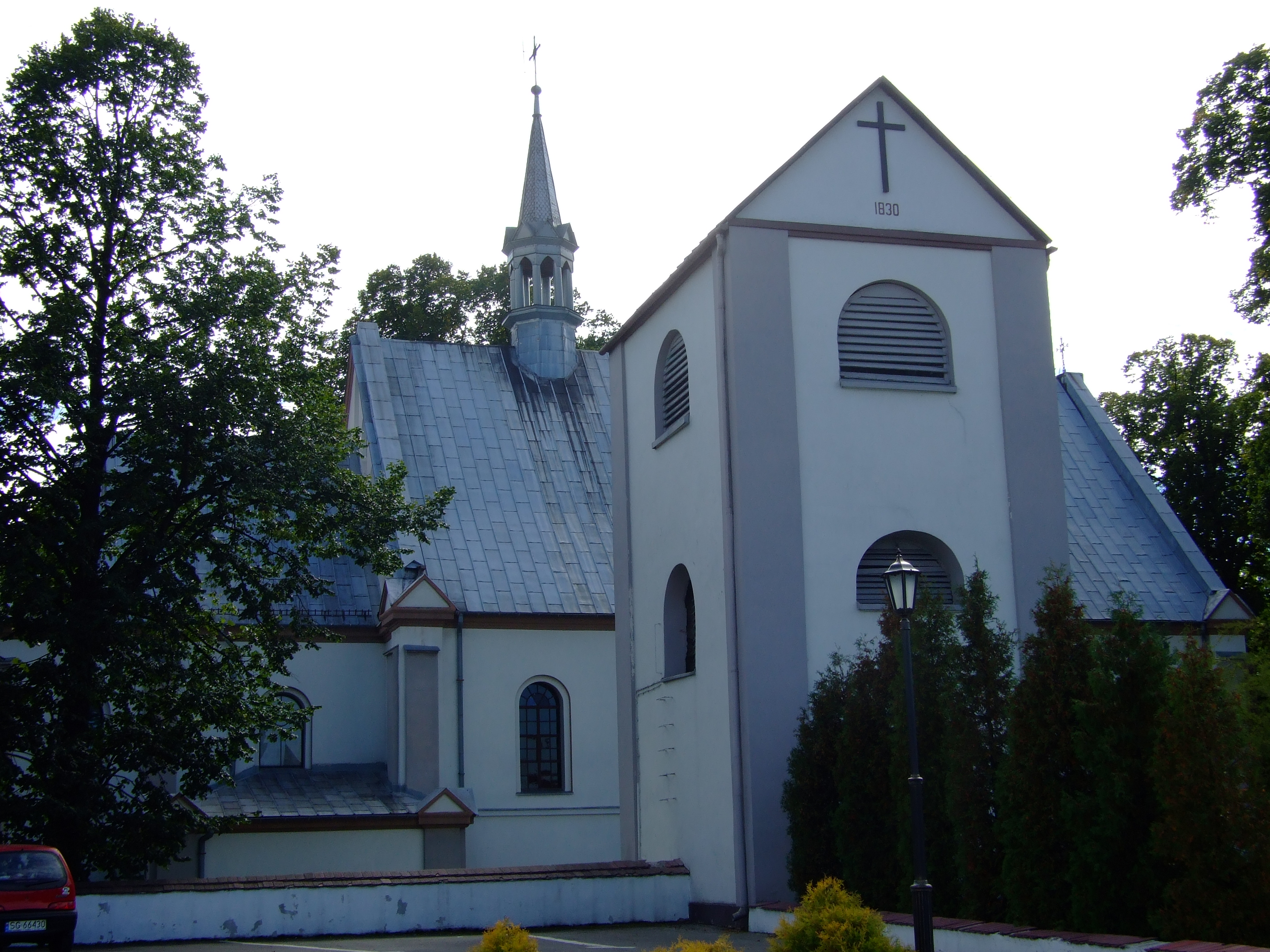
Костëл
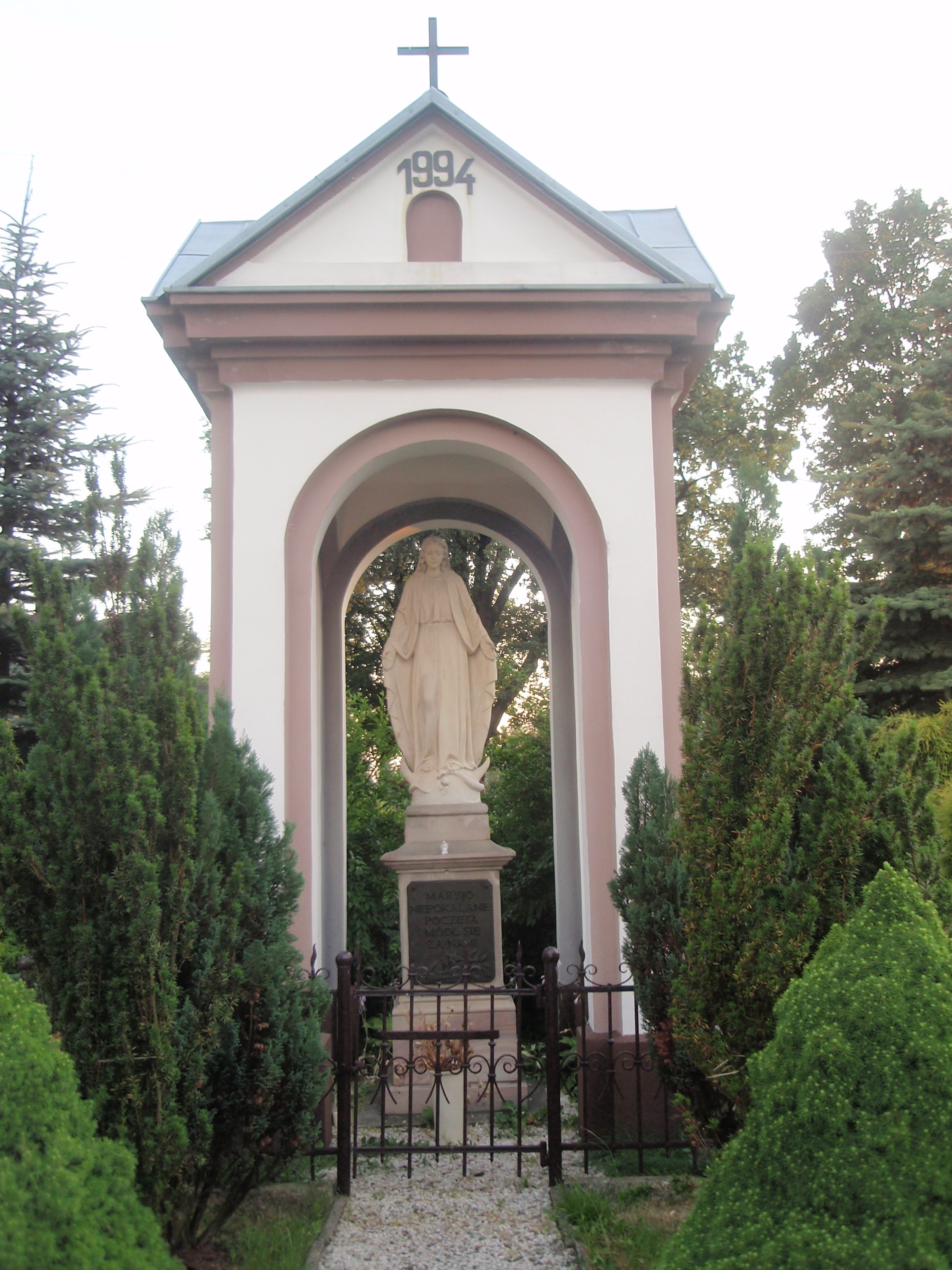
Статуя у костëла
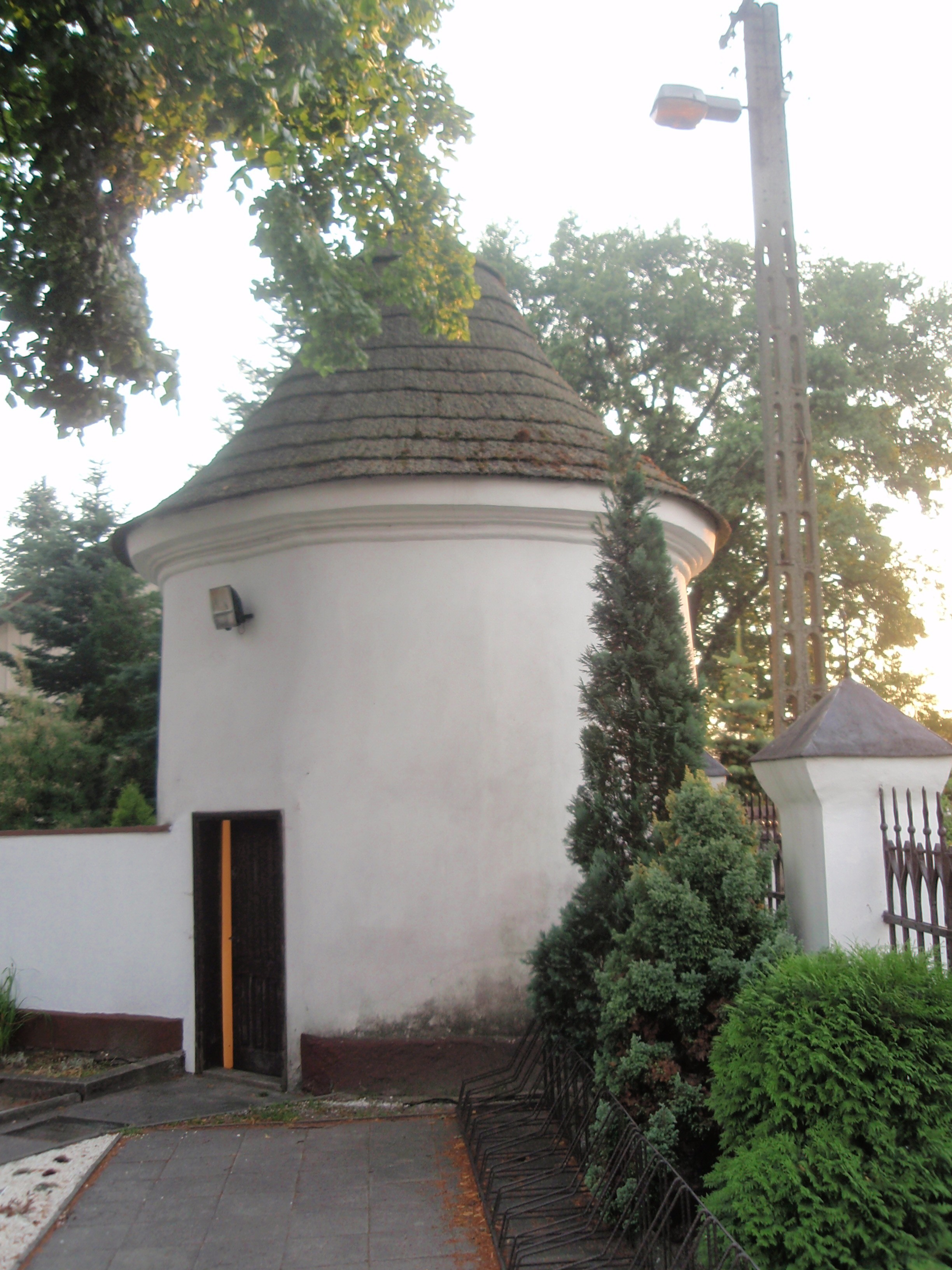
Одна из 4-х башен вокруг костëла
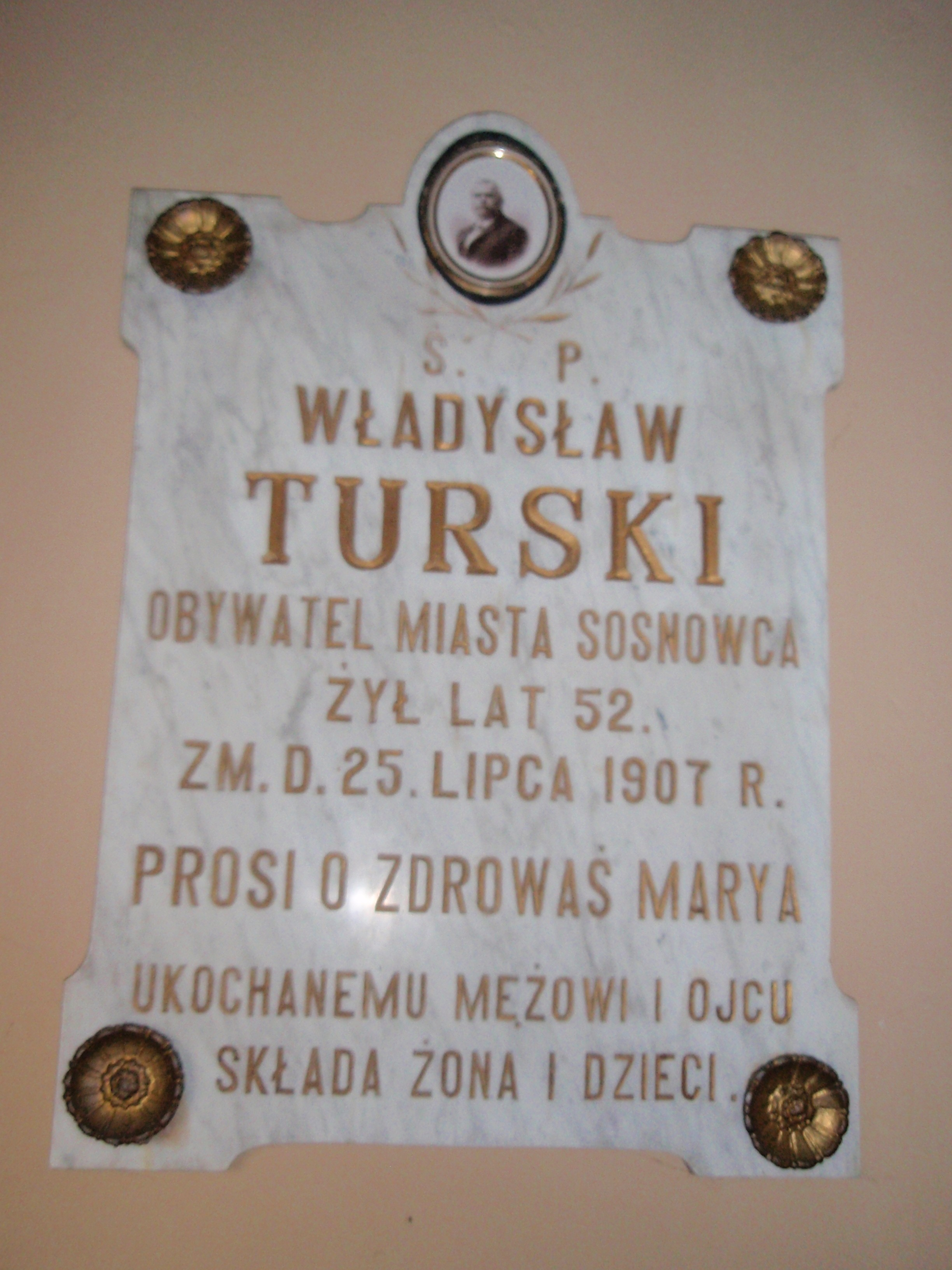
Мемориальная плита в костëле
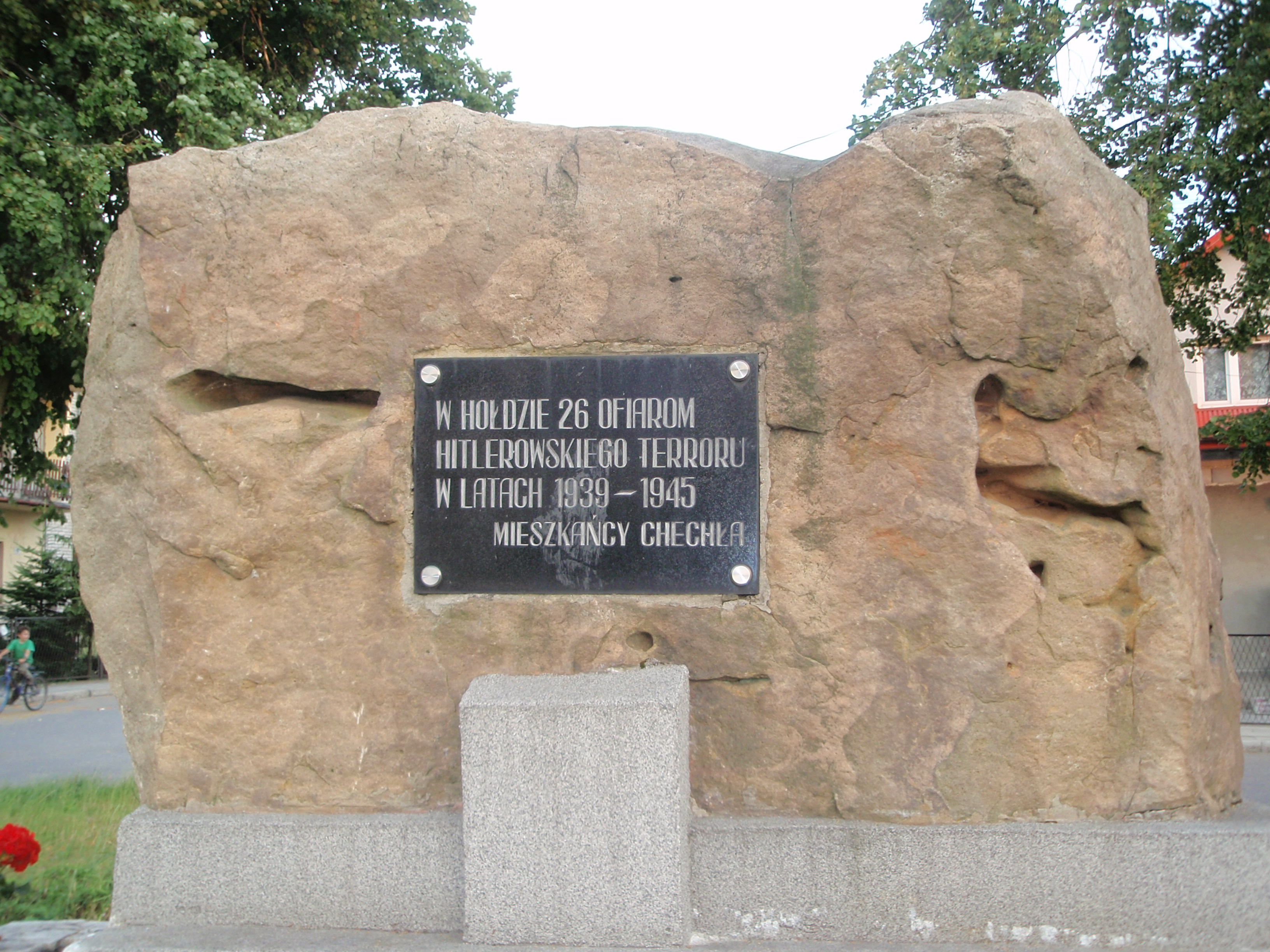
Памятник жертвам Второй мировой войны